# Torquato e i Quattro
Torquato e i Quattro, conosciuti anche in Spagna ed in Sudamerica come Torquato y Los Cuatro, sono stati un gruppo musicale italiano fondato nel 1958.

## Storia del gruppo
Il complesso si forma a Cremona nel 1958 dall'incontro di quattro amici appassionati di rock and roll: cominciano infatti proponendo molte cover di questo nuovo genere musicale, iniziando ad esibirsi in estate nei locali della Liguria; il nome deriva dal soprannome che i quattro musicisti avevano dato al loro contrabbasso, chiamato appunto Torquato.
Ottengono poi un contratto con la Odeon, etichetta con cui debuttano per passare poi alla Philips, etichetta con cui resteranno fino alla fine della carriera.
Dopo una serie di concerti in Europa, Torquato e i Quattro ottengono molto successo in Spagna, ed i loro dischi vengono spesso incisi tradotti in spagnolo (e, a volte, pubblicati solo lì e non in Italia).
Con il cambiare delle mode e l'avvento del beat i quattro decidono di ritirarsi; Giulio Secondo Franzini nome di battesimo diventerà un noto amministratore di una notissima libreria medica di Napoli da non confondere con l'avvocato Giulio Franzini persona totalmente estranea al gruppo dei torquato.
Nel 2007 è stata pubblicata in Spagna dalla Ramalama Music una raccolta con quasi tutte le loro incisioni in CD.

## Formazione
- Giorgio Duchi: tastiere, cori
- Giulio Secondo Franzini: chitarra
- Mauro Sacchini: voce, contrabbasso, cori
- Piero Parodi: voce, batteria, cori

## Discografia parziale

### 33 giri
- 1963: Torquato y los Cuatro (Philips, P 10613R)

### 45 giri
- 1960: Guarda che luna/La fine (Odeon, MSOQ 5243)
- 1960: Baby in blue jeans/Baby Night (Philips, 360 584 PF)
- 1960: Impazzivo per te/Ribelle (Philips, 360 585 PF)
- 1961: Chabadà chabadì/Sueño (Philips, 360 598 PF)

### EP
- 1960: Guarda che luna/La fine/Era un uomo tranquillo/Kiss Me (Odeon, DSOE 16.345; Era un uomo tranquillo e Kiss Me sono cantate da Rosella Guj)
- 1960: Mira qué luna!/Canciòn de Orfeo/No Hai Nadie/Condéname (Philips, 428 232 PE)
- 1960: Quiéreme Siempre/Tom Dooley/Lejos De Ti/El Fin (Philips, 428 233 PE)
- 1961: Baby Night/Impazzivo per te/Baby in blue jeans/Ribelle (Philips, 428 268 PE)
- 1961: La cebra puà/Ciao, baby, ciao/La vida es colorada/Pide (Philips, 428 271 PE)
- 1962: Chabadà chabadì/Kansas City/Mr. Marciano/ready Teddy (Philips, 428 290 PE)
- 1963: Si è spento il sole/Stai lontana da me/caterina/Stasera pago io (Philips, 430 904 PE)
- 1963: Renata/La ragazza col maglione/Torna piccina mia/Apache (Philips, 430 905 PE)
- 1963: Selene/Madison Dance/Guarda come dondolo/Bum ahì (Philips, 430 906 PE)

### CD
- 2007: Torqueto y los Cuatro - Todas sus grabaciones en Discos Philips (1959-1963) (Ramalama Music, RM 53672)